# バッド・ボーイ (コミック)
『バッド・ボーイ』（原題：Bad Boy）は、Oni Pressより出版された読み切りコミック。作者はフランク・ミラーとサイモン・ビズレー。

## 出版史
本作は元々、44ページからなるプレスティング・フォーマットの漫画誌として発行された。
2008年7月に、ビズレー版（ISBN 1-933305-54-1）とミラー版(ISBN 1-933305-79-7）の2種類のハードカバー版がダイナマイトエンターテイメントによって再刊された。